# Aedes demeilloni
Aedes demeilloni är en tvåvingeart som beskrevs av Edwards 1936. Aedes demeilloni ingår i släktet Aedes och familjen stickmyggor. Inga underarter finns listade i Catalogue of Life.